# Єрошок Зоя Валентинівна
Зоя Валентинівна Єрошок (1 грудня 1953, Темрюк — 21 листопада 2018, Москва) — радянська і російська журналістка, співзасновниця «Нової газети».

## Біографія
Зоя Єрошок закінчила факультет журналістики Московського державного університету. Після цього шість років працювала в крайовій молодіжній газеті «Комсомолець Кубані», ще десять років — у «Комсомольській правді». У 1993 році Зоя Єрошок була в числі журналістів, які почали випускати «Нову щоденну газету», пізніше перейменовану в «Нову газету», в газеті працювала до кінця життя.
Зусиллями Єрошок був виданий щоденник в'язня ГУТАБу, який вона отримала від жінки, що живе в Сибіру, чия мати винесла його з табору в 1946 році.
Викладала журналістську майстерність у Міжнародному університеті, а також в Інституті журналістики та літературної майстерності в Москві.
Померла Зоя Єорошок 21 листопада 2018 року в Москві після важкої тривалої хвороби. Поховали на Троєкуровському кладовищі.

## Нагороди та звання
- У 1997 році Зоя Єрошок була удостоєна премії Спілки журналістів «Золоте перо Росії».
- В 2001 і 2008 роках ставала лауреатом премії імені Артема Боровика «Честь. Мужність. Майстерність».